# 飛馬座V342b
飛馬座V342b，或稱為HR 8799 b，是一顆距離地球約129光年的系外行星，位於飛馬座。它的母恆星是一顆視星等6等的牧夫座λ型星飛馬座V342。  

## 概要
飛馬座V342b的質量是木星的4到7倍，半徑比木星大10%到30%。它距離母恆星68天文單位（或者是在母恆星星周盤內緣以內7天文單位處），軌道離心率目前未知，公轉週期則長達460年，是這個行星系統中最外側的行星。它和系統中另外兩顆行星一起由 Marois 等人使用位於夏威夷的凱克天文台和雙子星天文台望遠鏡發現於2008年11月13日。而這三顆行星都是以直接攝影方式發現。

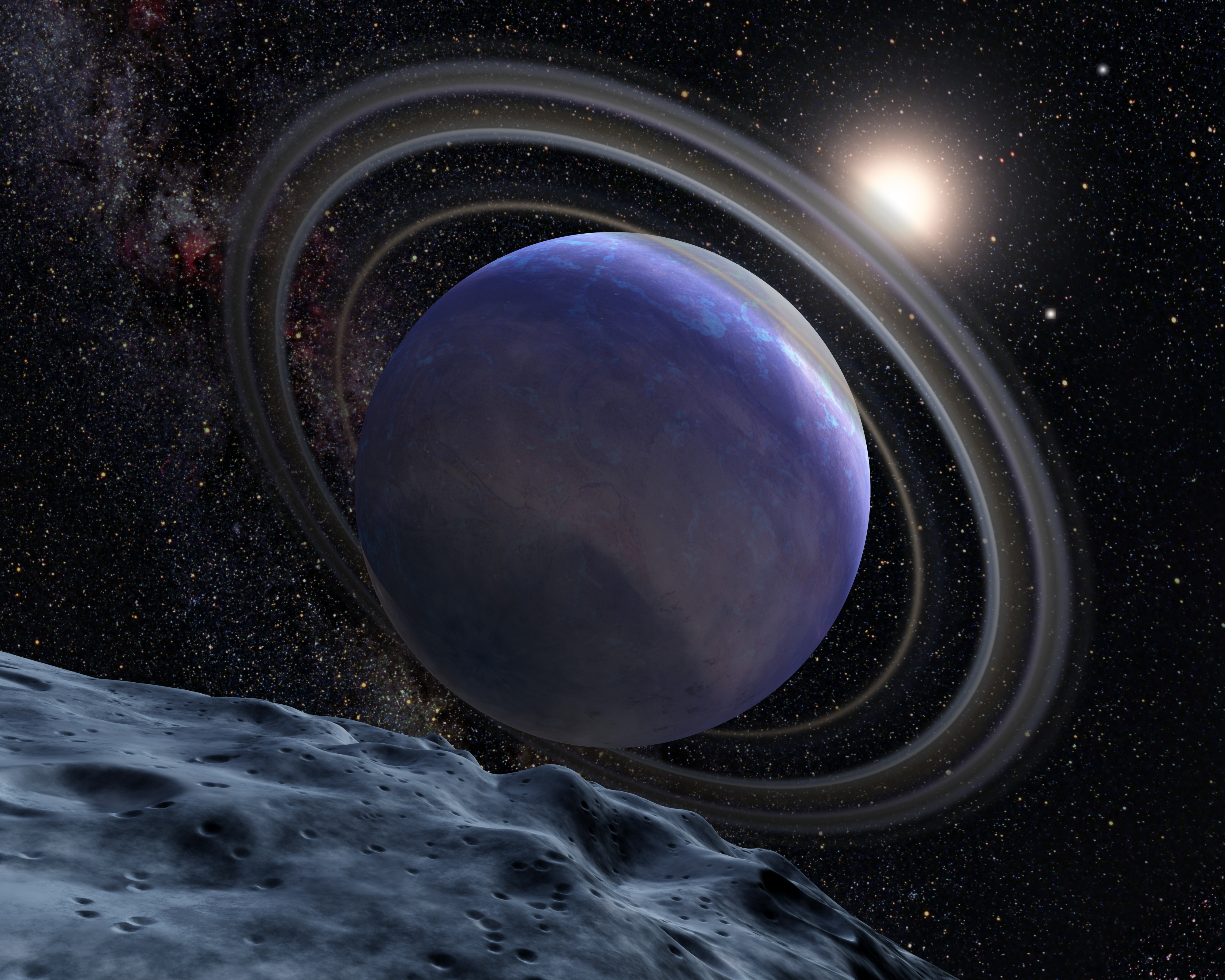
藝術家筆下的飛馬座V342b。

2009年時發現哈伯太空望遠鏡早在11年前，也就是1998年就拍攝到了飛馬座V342b，這暗示可能有更多的系外行星可以藉由分析哈伯太空望遠鏡的影像發現 。更多的相關影像也在2002年的昴星團望遠鏡和2004到2007年間凱克望遠鏡觀測資料中被發現。
對飛馬座V342b的近紅外線 H 和 K 波段光譜分析結果於2011年3月出版，結果顯示該行星富含氫，並且有大量塵埃的大氣層化學狀態是 CO / CH4 比例不平衡的狀況。

## 外部連結
维基共享资源上的相關多媒體資源：飛馬座V342b
- . Exoplanets.   [2012-07-02]. （原始内容存档于2012-03-04）. （页面存档备份，存于）